# Босбэк, Эмили
Эмили Босбэк (англ. Emily Bausback; род. 24 июля 2002, Ванкувер, Британская Колумбия) — канадская фигуристка, выступающая в одиночном катании. Чемпионка Канады 2020 года, участница чемпионатов мира и четырёх континентов.

## Карьера
Босбэк начал кататься на коньках в 2005 году. Она тренируется в Бернаби под руководством Джоанн МакЛеод. Босбэк дебютировала в юниорской серии Гран-при в сентябре 2016 года.

### Сезон 2019/2020
Сезон 2019/2020 стал уже четвёртым для Босбэк на международном юниорском уровне. На этапе юниорского Гран-при в США Босбэк заняла шестое место. После этого состоялся её международный дебют на взрослом уровне, это произошло на турнире серии «Челленджер» в Варшаве, где она стала шестой. Результат Босбэк в Польше изначально принес ей минимальные технические очки сезона, необходимые для участия в чемпионатах ИСУ; однако затем по решению Международного Союза конькобежцев требуемые баллы для короткой программы увеличили.
На чемпионате Канады 2020 года стала четвёртой в короткой программе и выиграла произвольную, в сумме завоевав золотую медаль. Она опередила вице-чемпионку Элисон Шумахер на 6,60 балла. Босбэк стала первой чемпионкой страны из Британской Колумбии после победы Карен Магнуссен в 1973 году.
Из-за того, что Босбэк не имела технического минимума в короткой программе, она не могла быть включена в состав сборной Канады для участия на чемпионате мира 2020 года. Эмили поехала с Элисон Шумахер и Алисией Пино на в чемпионат четырех континентов 2020 года в Сеуле. Она заняла пятнадцатое место в короткой программе, не сумев набрать минимальных баллов. Федерация Канады дала фигуристке второй шанс на International Challenge Cup в Гааге, где ей всё же удалось набрать минимальный балл. 22 февраля Босбэк была включена в состав сборной на чемпионат мира, однако он был отменен из-за пандемии коронавируса.

### Сезон 2020/2021
Босбэк должна была выступить на этапе Гран-при в Канаде, но он был отменён из-за продолжающейся пандемии.
Турнир Skate Canada Challenge 2021 проводился в виртуальным формате, где Босбэк стала восьмой. Чемпионат Канады 2021 года был отменён.
Несмотря на результат в турнире Challenge, а также после сильного восстановления после травмы, 25 февраля Босбэк была включена в состав сборной вместе с Мадлен Скизас для участия на чемпионате мира 2021. В Стокгольме она заняла 27-е место и не попала в произвольную программу.

## Результаты
| Соревнование                                                                                         | 15/16 | 16/17 | 17/18 | 18/19 | 19/20 | 20/21 |
| --- | ----- | ----- | ----- | ----- | ----- | ----- |
| Чемпионат мира                                                                                       |       |       |       |       | C     | 27    |
| Чемпионат четырёх континентов                                                                        |       |       |       |       | 15    |       |
| GP Skate Canada                                                                                      |       |       |       |       |       | C     |
| Чемпионат Канады                                                                                     | 7 N   | 2 J   | WD    | 10    | 1     | C     |
| CS Warsaw Cup                                                                                        |       |       |       |       | 6     |       |
| Challenge Cup                                                                                        |       |       |       |       | 11    |       |
| Чемпионат мира среди юниоров                                                                         |       |       |       |       | WD    |       |
| JGP Хорватия                                                                                         |       |       | 11    |       |       |       |
| JGP Эстония                                                                                          |       | 13    |       |       |       |       |
| JGP Япония                                                                                           |       | 10    |       |       |       |       |
| JGP Литва                                                                                            |       |       |       | 12    |       |       |
| JGP США                                                                                              |       |       |       |       | 6     |       |
| Skate Canada Challenge                                                                               | 12 N  | 2 J   | 5     | 13    | 5     | 8     |
| TBD = Заявлена на турнир; WD = Снялась; C = Соревнование отменено Уровни: N = Детский; J = Юниорский |       |       |       |       |       |       |